# Queyrac
Queyrac is een gemeente in het Franse departement Gironde (regio Nouvelle-Aquitaine). De plaats maakt deel uit van het arrondissement Lesparre-Médoc. Queyrac telde op 1 januari 2022 1.357 inwoners.

## Geografie
De oppervlakte van Queyrac bedroeg op 1 januari 2022 30,73 vierkante kilometer; de bevolkingsdichtheid was toen 44,2 inwoners per km².

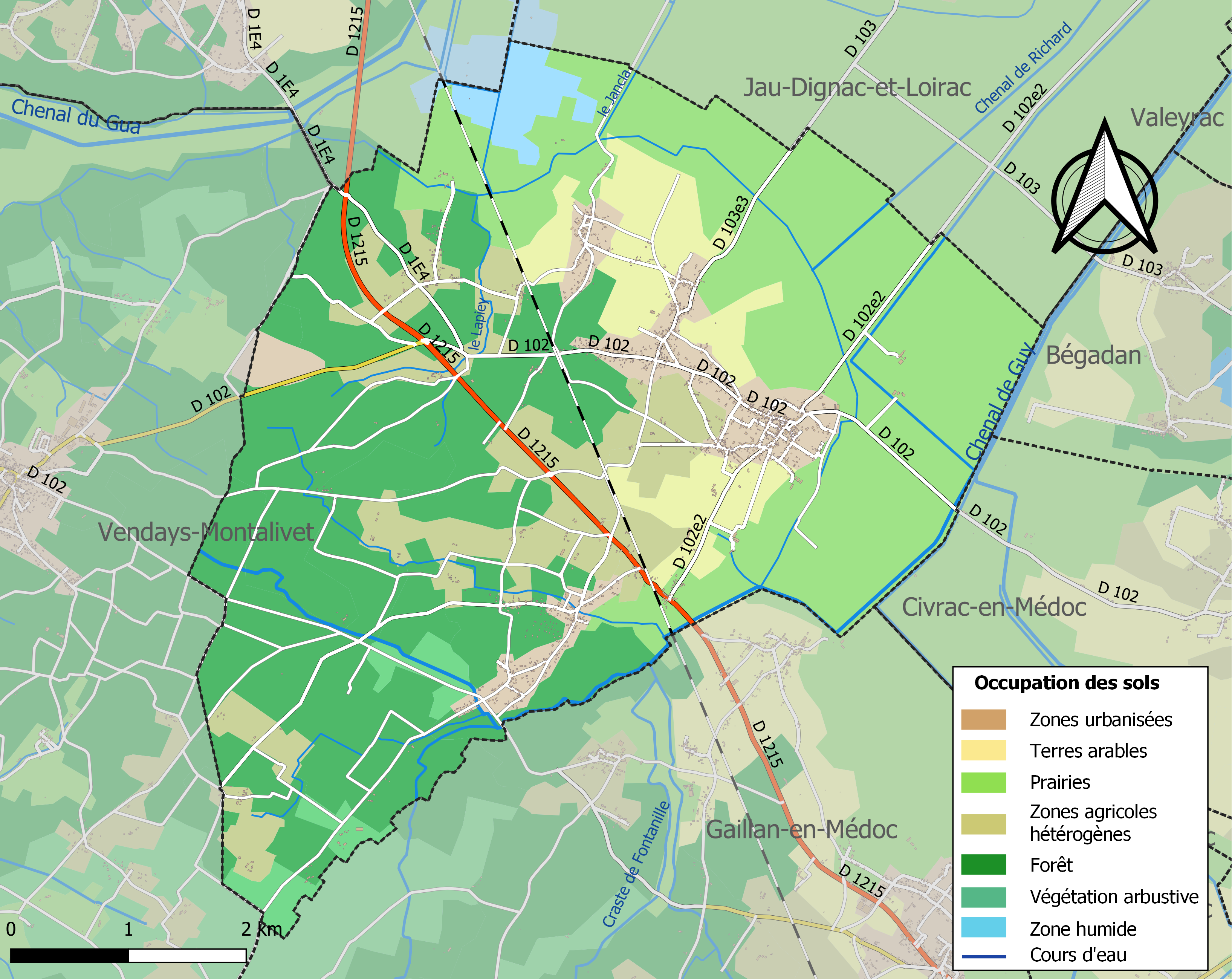
Kaart van de gemeente met belangrijkste infrastructuur, bodemgebruik en omliggende gemeenten

## Demografie
Onderstaande figuur toont het verloop van het inwonertal (bron: INSEE-tellingen).